# Gerard Gillen
Gerard Gillen (Inchicore, 1940) is een Ierse organist en muziekpedagoog.

## Levensloop
Gillen was amper zes toen zijn buurman in Inchicore, John Clery, organist van de Franciscaanse kerk aldaar, hem zijn eerste lessen gaf. Toen hij acht was kon Gillen al een eerste maal een kerkelijke dienst aan het orgel begeleiden. Hij vervolgde zijn opleiding in de plaatselijke Muziekschool waar hij piano leerde bij Elizabeth Costello en orgel bij Sidney Greig.
Hij kreeg een reisbeurs in 1962. Hij studeerde toen al aan de Universiteit van Dublin maar onderbrak die voor een jaar voor intensieve orgelstudie bij Flor Peeters aan het Koninklijk Conservatorium in Antwerpen. Peeters introduceerde hem in veel van het Europese orgelrepertoire en liet hem kennis maken met grote levende organisten zoals Marcel Dupré, Maurice Duruflé en Olivier Messiaen. Hij mocht ook spelen op grote historische orgels zoals die van Haarlem, Alkmaar en Breda. In 1966 kon hij opnieuw voor een jaar bij Flor Peeters gaan studeren om er de 'Prix d'Excellence' te verwerven. Daarop trok hij naar Queen's College, Universiteit van Oxford, voor studiewerk onder leiding van James Dalton. 
Gillen werd in 1969 docent orgel in University College Dublin. In 1985 werd hij hoogleraar muziek en hoofd van het departement Muziek aan de National University of Ireland tot aan zijn emeritaat in september 2007. Hij heeft er de ontwikkeling bestuurd van 'undergraduate' en 'postgraduate' programma's en heeft nieuwe diploma's tot stand gebracht zoals Muziektechnologie en kerkmuziek. Van 1985 tot 2007 dirigeerde hij het zangkoor van de Universiteit. 
Professor Gillen is beroepshalve actief betreffende katholieke kerkmuziek, orgelbouw en uitvoeringspraktijk. Hij is titularis van het orgel in de kathedraal van Dublin.
Hij was stichter en voorzitter van het Dublin International Organ & Choral Festival en was er artistiek directeur van (1990-2000). Hij adviseerde de National Concert Hall in Dublin bij de installatie van het Kenneth Jones concert orgel in 1991.
Hij heeft ook zitting gehad in talrijke internationale jury's.

## Erefuncties en onderscheidingen
- In 1964 behaalde hij de Derde Prijs in het eerste internationaal orgelconcours dat in Brugge plaatsvond in het kader van het Festival Musica Antiqua in Brugge.
- In 1984 werd hij Ridder in de Orde van de H. Gregorius (Vaticaan).
- Chevalier des Arts et des Lettres (Frankrijk) in 2006.
- Gillen ontving de John Betts Visiting Fellowship aan de Universiteit van Oxford (1992).
- Hij is doctor honoris causa van de Pontificale Universiteit van Maynooth.
- Sinds 1993 is hij voorzitter van de Ierse Bisschoppelijke Adviesraad voor kerkmuziek en van de diocesane muziekraad voor het aartsbisdom Dublin.
- Hij is de algemene uitgever (met Harry White) van het tweejaarlijkse Irish Musical Studies

## Publicaties
- Met Harry White, als uitgevers van Irish Musical Studies:
  - Musicology in Ireland (Dublin: Irish Academic Press, 1990)
  - Music and the Church (Dublin: Irish Academic Press, 1992)
  - Music and Irish Cultural History (Dublin: Irish Academic Press, 1995)
- Met Andrew Johnstone, als uitgevers van Irish Musical Studies:
  - A Historical Anthology of Irish Church Music (Dublin: Four Courts Press, 2001)
- Persoonlijke publicaties
  - Contemporary Organ Building in Ireland’', The Organ – An Encyclopaedia, eds. D Bush & R. Kassel  (New York: Routledge, 2006) pp.271-273
  - An Instrument for Harmony: How should we think about Church Music? Religious Life Review, (March/April, 2006), pp.116-123
  - The Pipe Organ: a centuries-old heritage, New Liturgy, Summer, 2006, pp.15-16
  - Children in Irish Liturgical Life, New Liturgy, Spring, 2005, pp.11-17
  - Towards a Definition of ‘’Good’’ Liturgical Music, Anail Dé: The Breath of God – Music, Ritual and Spirituality, ed. Helen Phelan (Veritas: Dublin, 2001) pp.189-200
  - Irish Catholics and Hymns, The Furrow (October, 2000), pp.548-556
  - ‘Seoirse Bodley’, ‘Brian Boydell’, ‘Jerome de Bromhead’, ‘John Buckley’, Edward Bunting’, ‘Charles Petrie’, ‘Roman Catholic Church Music’, The Blackwell Companion to Modern Irish Culture, ed. W.J. McCormack (Basil Blackwell: Oxford, 1999)
  - Looking back, looking forward, New Liturgy, Summer, 1998, pp.5-11
  - William Telford and the Victorian Organ in Ireland, Irish Musical Studies II: Music and the Church, ed. Gerard Gillen and Harry White (Dublin: Irish Academic Press, 1992), pp.108-129
  - Church Music in Dublin, 1590-1900, Four Centuries of Music in Ireland, ed. Brian Boydell (London: BBC, 1979), pp.23-28
  - 17th-century Organ Music: New Editions, The Musical Times, cxvi (1975), pp.172-173
  - New Organ Music, The Musical Times, cxv (1974), pp.981-982
  - The Organ Music of Franz Liszt, The Musical Times, cxiii (1972), pp. 182-183
  - Hassler and Contemporaries, The Musical Times, cxiii (1972), pp.1017-1018
  - New Organ Music, The Musical Times, cxiii (1972), p. 711
  - The Rieger Organ in St. Michael’s Church, Dún Laoghaire, Music and Liturgy, I ii (1975), pp.98-100
  - The Training of Organists and Choirmasters, The Furrow, (Music Supplement), (1969).
  - The Organ in Bray, Co. Wicklow: an organist’s evaluation, Journal of the British Institute of Organ Studies, v (1981), pp.121-126

## Concerten
Gillen geniet een internationale reputatie als organist en verklaarde hierover: Through my study in Belgium and winning a prize at the Bruges International Organ Competition, I have built up a network of contacts on the continent which has given me and continues to give me a rich recital portfolio. Hij gaf bijna 1.000 recitals, onder meer in prestigieuze zalen zoals:
- Royal Festival Hall, Londen
- McEwan Hall, Edinburgh
- Ulster Hall, Belfast
- de kathedralen van Pittsburgh, Salt Lake City, San Francisco, Canterbury, Notre Dame (Parijs), St Stephan (Wenen), Salzburg, Regensburg, Freiburg im Breisgau, Hamburg, Lübeck, Sint-Baafs (Gent), Haarlem, Brussel, Antwerpen, Brugge, Kopenhagen, Madrid en Tallinn

## Discografie
Veel van Gillens recitals werden opgenomen, hetzij in studio's, hetzij door nationale radiozenders.
Gillen heeft vaak gespeeld op het Walker orgel (1869) van St Audoen's, Dublin, op het orgel in de kapel van Trinity College, Dublin, op het Rieger orgel van St Michael’s in Dun Laoghaire en op het grote orgel van St Mary’s Pro-Cathedral, Dublin.